# Pseudolaubuca sinensis
Pseudolaubuca sinensis är en fiskart som beskrevs av Bleeker, 1864. Pseudolaubuca sinensis ingår i släktet Pseudolaubuca och familjen karpfiskar. IUCN kategoriserar arten globalt som livskraftig. Inga underarter finns listade i Catalogue of Life.